# 舍夫琴科韋 (伊萬基夫區)
51°7′29″N 29°49′35″E / 51.12472°N 29.82639°E
舍夫琴科韋（烏克蘭語：Шевченкове）是位於烏克蘭北部的村莊，由基辅州维什霍罗德区伊萬基夫市鎮的迪馬爾卡村委會負責管轄。該村面積0.7平方公里，海拔高度161米，2001年人口27，人口密度每平方公里38.6人。